# Ob-La-Di, Ob-La-Da
«Ob-La-Di, Ob-La-Da» — песня музыкальной группы The Beatles из их одноимённого альбома. Она была написана Полом Маккартни (приписана авторскому дуэту Леннон — Маккартни). Песня была выпущена как сингл во многих странах, за исключением Великобритании и США. В чартах Австралии, Японии, Новой Зеландии, Швейцарии и Западной Германии композиция заняла лидирующие позиции.
Маккартни написал песню в жанре ска и назвал её в честь фразы, сказанной его другом Джимми Скоттом. После выпуска песни Скотт безуспешно пытался получить авторские права на фразу. В процессе записи трека возникали разногласия, поскольку перфекционизм Маккартни вызывал недовольство остальных битлов и звукозаписывающего персонала. Песня особенно не понравилась Джону Леннону, и конфликт во время записи песни привёл к тому, что Джефф Эмерик уволился с работы звукорежиссёра The Beatles. Ранняя версия трека, в которой Скотт играл на конгах, должна была выйти как сингл в середине 1980-х, но в конечном итоге была включена в сборник группы 1996 года Anthology 3.
Решение The Beatles не выпускать песню как сингл в Великобритании и США привело к появлению нескольких кавер-версий этой песни, авторы которых стремились занять лидирующие позиции в чартах. Например, кавер-версия, исполненная шотландской группой Marmalade, возглавила британский чарт UK Singles Chart в конце 1968 года.
Несмотря на популярность песни, «Ob-La-Di, Ob-La-Da» подвергалась критике за свою простоту и даже была включена в списки худших песен.
С 2009 года Маккартни регулярно исполняет эту песню на своих концертах.

## Композиция
Композиция была написана в то время, когда в Британии пользовался популярностью стиль рэгги. Фразу «Ob la di ob la da» Пол Маккартни услышал от своего друга из Нигерии Джимми Скотта. Песня написана в тональности си-бемоль мажор, в размере 4/4.

## Запись
В мае 1968 года The Beatles собрались в доме Джорджа Харрисона в Ишере (графство Суррей), чтобы сделать демозаписи для их грядущего альбома. «Ob-La-Di, Ob-La-Da» стала одной из двадцати семи записей, сделанных там. Пол записал соло, используя только акустическую гитару.
Записи композиции было посвящено 42 часа. Работа началась 3 июля 1968 года, песня затем переделывалась дважды.
В первый день записали ритм-трек. Пол Маккартни играл на акустической гитаре, а Ринго Старр на барабанах. К седьмой дорожке Пол добавил гитару и наложил вокал, затем передумал и добавил гитару к четвёртому дублю.
На следующий день Маккартни на четвёртую дорожку записал вокал, а Леннон и Харрисон — бэк-вокал. 5 июля записали три саксофона и бонго, на которых играл Джимми Скотт. Ещё задействовали флейту-пикколо, которую потом стёрли и заменили гитарой, записанной специально на полной громкости, чтобы она искажала звук. Эта версия «Ob-La-Di, Ob-La-Da» вошла в альбом Anthology 3.
По словам звукоинженера Джеффа Эмерика, Джон Леннон открыто ненавидел эту песню, называя её «Paul’s granny shit», хотя временами выглядел полным энтузиазма и «валял дурака, изображая ямайский говор». Ринго и Джордж тоже были не в восторге от этой песни, поэтому все трое выступили против желания Пола выпустить «Ob-La-Di, Ob-La-Da» как сингл.
8 июля битлы решили переделать запись. Было сделано множество дублей с живым исполнением: Маккартни играл на бас-гитаре с эффектом фузз, Леннон на пианино (после технического перерыва с марихуаной он сыграл первые аккорды намеренно резче и быстрее, что в итоге вошло в финальную версию), Харрисон на акустической гитаре и Старр на барабанах.
11 июля были перезаписаны три саксофона вместе с бас-гитарой. Четыре дня спустя Маккартни снова перезаписал вокальную партию, и песня была готова.
Несмотря на очень трудоёмкий процесс записи, песня получилась очень весёлой.

## Релиз
«Ob-La-Di, Ob-la-Da» была выпущена 22 ноября 1968 года в «Белом альбоме». В США, в 1976 году, она была выпущена в качестве сингла с песней «Julia» на стороне «Б».

## Творческая судьба
Песня была хорошо принята. Она номинировалась на первое место в чартах Австрии, Швейцарии, Австралии и Японии.
В Великобритании и Норвегии (где она не была выпущена как сингл The Beatles) кавер-версия группы The Marmalade также номинировалась на первое место.

## Участники записи
- Пол Маккартни — вокал, бас-гитара, хлопки́, вокальная перкуссия
- Джон Леннон — бэк-вокал, пианино, вокальная перкуссия
- Джордж Харрисон — акустическая гитара, бэк-вокал, хлопки, вокальная перкуссия
- Ринго Старр — ударные, бонго, перкуссия, хлопки, вокальная перкуссия
- Джордж Мартин — горновая аранжировка

## Факты
- Со временем Леннону очень надоел процесс записи песни. Он накачался наркотиками, пришёл в студию и отыграл на пианино вступление к песне[5].

Джон Леннон пришёл на запись под кайфом и заявил: "Так, всё, сейчас мы сыграем «Облади-облада». Подошёл к пианино и как можно громче отлупил по клавишам вступление, в два раза быстрее, чем было до этого, и сказал: «Вот то, что нужно!» Он был очень раздражён. Именно эту часть решили использовать в песне.— Марк Льюисон.
- 8 июля было сделано 12 дублей композиции, но Пол Маккартни настоял на записи ремейка, которая была произведена на следующий день. Был переделан записанный прошлой ночью вокал, добавлены новые звуковые эффекты, в том числе хлопки и «хо-хо-хо», а также эффект, впоследствии названный Марком Льюисоном «вокальные ударные инструменты».
- Первое живое исполнение песни кем-либо из битлов состоялось 2 декабря 2009 года, когда Маккартни сыграл её в Гамбурге, Германия в первую ночь Европейского тура. Маккартни также представлял песню в Гайд-парке 27 июня 2010 года как часть фестиваля «Hard Rock Calling».
- Песня заняла первое место в онлайн-голосовании BBC как худшая песня.
- Во время записи вокала Пол перепутал слова текста последнего куплета. Он спел «Desmond stays at home and does his pretty face» вместо «Molly» и «Molly lets the children lend a hand» вместо «Desmond». Остальным этот вариант понравился, и его решили оставить.
- В бэк-вокале также можно услышать интересные моменты. После строчки «Desmond lets the children lend a hand» (Дезмонд разрешает детям помочь, «lend a hand» — дословно — дать руку) Леннон и Харрисон выкрикивают «Arm!» (руку) и «Leg!» (ногу). Ещё в последнем куплете, после того, как Маккартни поёт «Molly lets the children lend a hand», слышно, как Харрисон произносит «Foot!» (ступню).
- Маккартни написал эту песню, когда был в Индии[7]:

Мы ходили смотреть кино в одну из здешних деревень, местные жители которой были очень этому рады. Вывешивали экран, и все собирались вокруг него. Я до сих пор помню, как пел «Desmond has a barrow in the market place…» под гитару, идя по лесной дороге в деревню.— Пол Маккартни

## Кавер-версии
СССР:
- ВИА «Весёлые ребята» (на языке оригинала).
- ВИА «Ариэль» (на языке оригинала).
- ВИА «Песняры» (русский текст Валерия Яшкина — клавишника первого состава ансамбля).
- Яак Йоала (на эстонском языке).
- ВИА Ива (инструментал)
- Айно Балыня (на латышском языке).
- Эмиль Горовец — Тралали-тралала (русский текст М. Подберезского). Лариса Долина — Попурри из песен «Битлз» (1990, 1992 гг.)

Россия:
Максим Фадеев, Пелагея, Дима Билан (первый куплет изменён и исполнен на русском языке как анонс второго сезона проекта «Голос. Дети»).
Болгария:
Emil Dimitrov (на болгарском языке).
Венгрия:
Express (на языке оригинала).
СФРЮ:
Лилияна Петрович (обр. А. Суботы — сербохорватский текст Л. Петрович).
Западная Европа, США, другие страны:
- The Marmalade.
- Inner Circle.
- No Discipline.
- House Of Heroes.
- Jack Convery (instrumental).
- The Heptones
- Malcom Scarpa Quintet.
- Joyce Bond.
- Double Fantasy (instrumental).
- Klaus Wunderlich (instrumental).
- Flair.
- Bors Anders (instrumental).
- James Last (instrumental).
- Inka Wayra (instrumental).
- Spectrum.
- Maria Muldaur.
- Franc Pourcel (instrumental).
- Julio Kladniev (instrumental).
- Ribelli (на итальянском языке).
- Herb Alpert & Tijuana Brass (instrumental).

Страны СНГ:
- Шао Бао.
- Хор Михаила Турецкого (на английском и русском языках, русский текст Владимира Харитонова).
- Дети Цветов.
- ВА Банкъ.
- Непоседы